# 汾河灌区
汾河灌区是中国山西省祁县的一个灌区，其水源为汾河。灌区设计面积87.9万亩，实际面积为87.9万亩，进水闸设计流量为91立方米每秒。